# (2649) Oongaq
(2649) Oongaq (1980 WA; 1933 SB1; 1959 XE; 1963 US) ist ein ungefähr elf Kilometer großer Asteroid des mittleren Hauptgürtels, der am 8. November 1980 vom US-amerikanischen Astronomen Edward L. G. Bowell am Lowell-Observatorium, Anderson Mesa Station (Anderson Mesa) in der Nähe von Flagstaff, Arizona (IAU-Code 688) entdeckt wurde. Er gehört zur Eunomia-Familie, einer Gruppe von Asteroiden, die nach (15) Eunomia benannt ist.

## Benennung
(2649) Oongaq wurde nach einem Begriff aus der Sprache der Hopi benannt, die zur Pueblo-Kultur gehören. Oongaq bedeutet „von oben“.